# 多巴先生
多巴先生（英語：Senor Toba），是一匹在澳洲、香港、卡塔爾和杜拜出賽的賽駒，來港後練馬師早期是方嘉柏，後期是葉楚航。

## 簡介
2021年4月24日，布文策騎「多巴先生」勝出澳洲蘭域馬場的國際三級賽柏加碟。5月15日，麥道朗策騎「多巴先生」出戰東奔馬場的國際三級賽粗魯碟，取得第三名。5月29日，布文策騎「多巴先生」出戰東奔馬場的國際一級賽昆士蘭打吡，取得第二名。其後，「多巴先生」被運來香港服役，加盟方嘉柏馬房。
2021年11月28日，「多巴先生」於香港首次出賽。
2021年12月27日，「多巴先生」打開其在港的勝利之門。
2022年2月27日，莫雷拉策騎「多巴先生」出戰四歲系列賽次關香港經典盃，取得第五名。
2022年3月20日，莫雷拉策騎「多巴先生」出戰四歲系列賽尾關香港打吡大賽，取得第四名。賽前，練馬師方嘉柏表示，馬兒的質素比較之前由他訓練而贏得打吡的「達心星」和「極品絲綢」更佳，預期在今年十二月或明年三月，將成為全港最佳長途馬，目前則在進步當中。
2022年5月1日，莫雷拉策騎「多巴先生」勝出國際三級賽皇太后紀念盃。賽後，練馬師方嘉柏說道：「『多巴先生』表現的確相當出色，即使好些對手在末段已無以為繼。其實如果早段步速較快，則會更合『多巴先生』發揮，牠是匹不折不扣的長途馬，亦具甚佳質素，現時我們會將目標指向渣打冠軍暨遮打盃。」他續說：「今仗入直路後的形勢其實有點兒微妙，如果前領馬未能帶我們上前，並將我們困於內疊，便會有礙我們發揮。但明顯地『多巴先生』始終是今場最佳的一駒，賽前我已認為牠可以更進一步，現時我們亦對牠的未來抱有憧憬，相信牠在日後可以再上一層樓。」他補充：「牠是匹好馬，此類2400米賽事對牠最適合不過，我甚至毋須讓牠在打吡與今仗之間進行試閘砥礪，牠的健康良好，亦很享受我們為牠安排的長途賽事備戰程序，所以下仗的備戰功夫將與今仗相若。」
2022年5月22日，莫雷拉策騎「多巴先生」出戰國際一級賽香港冠軍暨遮打盃，不敵「將王」及「嘉應之星」，取得第三名。
2023年2月5日，布文策騎「多巴先生」勝出國際三級賽百週年紀念銀瓶。賽後，布文說道：「馬兒的表現真的很好。這可能並非最適合牠的途程，但賽事的步速形勢一如我的預期，『發財先鋒』以平均速度領放。」練馬師方嘉柏說道：「上週牠在試閘中的走勢已告訴我們，今日牠將會交出好表現。顯而易見，牠跑千八米是稍微嫌短的，但此類馬匹在讓磅的情況下依然能夠以這樣的姿態取勝，表現真的很不錯。今仗步速很適合牠，我們知道在末段牠將會交出強勁的走勢，1800米賽事的最後階段正是牠開始施展其威力的階段。」對於「多巴先生」季內一直佩戴開縫眼罩出賽，直至今仗才除去這個配備，僅僅繼續綁脷上陣，他表示：「初期牠必須較為集中精神去競逐，需要一點幫助來適應香港的環境。如今牠的成熟程度已符合我的期望。一直以來我都說牠是匹具備一級賽質素的賽駒，牠現已接近這個目標了，將有機會贏取一些大賽。牠是匹仍在進步中的馬，前途未可限量。」他表示「多巴先生」將於2月9日星期四飛往卡塔爾多哈，準備出爭將於2月18日在雷恩馬場舉行的卡塔爾一級賽酋長錦標，稍後在卡塔爾出賽後，目標便指向3月25日在美丹舉行的一級賽杜拜司馬經典賽。對於中東的場地可能會較為乾快這一點，方嘉柏並不擔心，他說道：「我認為這匹馬性能廣泛，如果跑好地或者濕地，當然對牠更為有利。但好像今天這樣的乾快場地，牠一樣應付得很好。牠的適應能力很強。牠將會給我們帶來更多的歡樂。」不過，「多巴先生」其後連續十七次出賽，卻未能再取得頭馬，於2025年1月2日轉投葉楚航馬房，「多巴先生」轉廐後再上陣9次，亦只能再取得1次第四，於2025年7月21日宣佈結束在港的競賽生涯。

## 同父馬
曾於香港服役出賽並曾勝出大賽的同父馬包括：
- 幸運快車：曾勝出第一班盃賽樂聲盃（2021）
- 維港智能：曾勝出G1 百週年紀念短途盃（2024）、第一班盃賽香港特區行政長官盃（2023）
- 驕陽明駒：曾勝出G3 沙田銀瓶（2025）、四歲系列賽香港經典一哩賽（2024）、四歲系列賽香港經典盃（2024）

## 在港勝出賽事全紀錄
| 比賽日期   | 賽事名稱                     | 賽事班次 | 賽道 | 賽事路程 | 比賽馬場 | 名次 | 完成時間 | 騎師   |
| ---------- | ---------------------------- | -------- | ---- | -------- | -------- | ---- | -------- | ------ |
| 27/12/2021 | 香港體育學院30週年盃（讓賽） | 第二班   | 草地 | 2000米   | 沙田馬場 | 1    | 2:02.72  | 莫雷拉 |
| 01/05/2022 | 皇太后紀念盃（讓賽）         | G3       | 草地 | 2400米   | 沙田馬場 | 1    | 2:33.16  | 莫雷拉 |
| 05/02/2023 | 百週年紀念銀瓶（讓賽）       | G3       | 草地 | 1800米   | 沙田馬場 | 1    | 1:48.37  | 布文   |

## 在港一級賽出賽全紀錄
| 比賽日期   | 賽事名稱         | 賽事班次 | 賽道 | 賽事路程 | 比賽馬場 | 名次 | 完成時間 | 騎師   |
| ---------- | ---------------- | -------- | ---- | -------- | -------- | ---- | -------- | ------ |
| 22/05/2022 | 渣打冠軍暨遮打盃 | G1       | 草地 | 2400米   | 沙田馬場 | 3    | 2:27.04  | 莫雷拉 |
| 11/12/2022 | 浪琴香港瓶       | G1       | 草地 | 2400米   | 沙田馬場 | 7    | 2:28.43  | 何澤堯 |
| 28/05/2023 | 渣打冠軍暨遮打盃 | G1       | 草地 | 2400米   | 沙田馬場 | 7    | 2:27.27  | 希威森 |
| 10/12/2023 | 浪琴香港瓶       | G1       | 草地 | 2400米   | 沙田馬場 | 5    | 2:30.95  | 何澤堯 |
| 25/02/2024 | 花旗銀行香港金盃 | G1       | 草地 | 2000米   | 沙田馬場 | 8    | 2:01.49  | 賀銘年 |
| 26/05/2024 | 渣打冠軍暨遮打盃 | G1       | 草地 | 2400米   | 沙田馬場 | 5    | 2:26.22  | 艾兆禮 |

## 在港以外大賽出賽全紀錄
| 比賽日期   | 賽事名稱         | 賽事班次 | 賽道 | 賽事路程 | 比賽馬場 | 名次 | 完成時間 | 騎師   |
| ---------- | ---------------- | -------- | ---- | -------- | -------- | ---- | -------- | ------ |
| 24/04/2021 | 柏加碟           | G3       | 草地 | 2000米   | 蘭域馬場 | 1    | 2:01.41  | 布文   |
| 15/05/2021 | 粗魯碟           | G3       | 草地 | 2000米   | 東奔馬場 | 3    | —        | 麥道朗 |
| 29/05/2021 | 昆士蘭打吡       | G1       | 草地 | 2400米   | 東奔馬場 | 2    | —        | 布文   |
| 18/02/2023 | 酋長錦標         | QA G1    | 草地 | 2400米   | 雷恩馬場 | 7    | —        | 班德禮 |
| 04/03/2023 | 杜拜黃金之都錦標 | G2       | 草地 | 2410米   | 美丹馬場 | 8    | —        | 沈拿   |
| 25/03/2023 | 杜拜司馬經典賽   | G1       | 草地 | 2410米   | 美丹馬場 | 10   | —        | 戴圖理 |

## 外部連結
- . 2022-05-01  [2022-05-01]. （原始内容存档于2022-05-01）.
- . 2023-02-05  [2023-02-05]. （原始内容存档于2024-01-26）.